# Campylomorphus
Campylomorphus là một chi bọ cánh cứng trong họ 
Elateridae.
Chi này được miêu tả khoa học năm 1860 bởi Jacquelin du Val.

## Các loài
Chi này có các loài:
- Campylomorphus homalisinus (Illiger, 1807)